# Toxorhina trichopyga
Toxorhina trichopyga är en tvåvingeart som beskrevs av Alexander 1962. Toxorhina trichopyga ingår i släktet Toxorhina och familjen småharkrankar. Inga underarter finns listade i Catalogue of Life.